# 惟喬親王
惟喬親王（これたかしんのう）は、文徳天皇の第一皇子。母は紀名虎の娘・紀静子。官位は四品・弾正尹。小野宮を号す。

## 経歴
父・文徳天皇は皇太子として第四皇子・惟仁親王（後の清和天皇）を立てた後、第一皇子の惟喬親王にも惟仁親王が「長壮（成人）」に達するまで皇位を継承させようとしたが、藤原良房の反対を危惧した源信の諫言により実現できなかったといわれている。これは、惟喬親王の母が紀氏の出身で後ろ盾が弱く、一方惟仁親王の母が良房の娘・明子であったことによるものとされる。また、惟仁の成人後に惟喬が皇位を譲ったとしても、双方の子孫による両統迭立の可能性が生じ、奇しくも文徳天皇が立太子する契機となった承和の変の再来を危惧したとも考えられる。
ただ、この決定に対する不満が朝廷内部にあったとされ、100年以上経った寛弘8年（1011年）一条天皇の皇太子を巡る敦康親王派と敦成親王派（後の後一条天皇）の確執があった際、惟喬と敦康の境遇が類似しているとして、この決定の是非が議論の対象になったという。また、立太子を巡り、良房と紀名虎がそれぞれ真言僧の空海の弟・真雅と惟喬親王の護持僧・真済とに修法を行わせた、あるいは二人が相撲をとって決着をつけたという伝説もある。
天安元年（857年）文徳天皇の前で元服して四品に叙せられ、天安2年（858年）14歳で現在の福岡県、大宰権帥に任ぜられる。その後、大宰帥・弾正尹・常陸太守・上野太守を歴任する。貞観14年（872年）病のため出家して素覚と号し、小野（伊勢物語八十三段によると比叡山山麓とあり、近江と大原の説がある）に隠棲した。その後、山崎・水無瀬にも閑居したといわれる。それから京都市北区雲ケ畑の岩屋山金峯寺（志明院）に宮を建て移り住む。耕雲入道と名乗り宮を耕雲寺（高雲禅寺）としたともいう。在原業平、紀有常らも親王の元を訪れたという。その後、病に倒れる。死期迫り、御所の川上に当たる金峯寺を避け、さらに北にある小野郷、大森の地へ移り亡くなったという。寛平9年（897年）2月20日薨去。享年54。
勅撰歌人として、『古今和歌集』（2首）以下の勅撰和歌集に6首が採録されている。
京都市左京区鞍馬貴船町に在る夜泣峠は、幼少の惟喬親王が乳母に抱かれて二ノ瀬へ出るときに山で一夜を明かされたが、親王が夜泣きされたため峠にあったお地蔵に願をかけたとたんに泣き止まれたことから、夜泣峠といわれるようになったという。現在も祠が建っている。

## 官歴
『六国史』による。
- 天安元年（857年） 4月19日：帯剣。12月1日：元服、四品
- 天安2年（858年） 正月16日：大宰権帥。10月26日：大宰帥
- 貞観5年（863年） 2月10日：弾正尹
- 貞観6年（864年） 正月16日：常陸太守
- 貞観9年（867年） 正月12日：常陸太守、弾正尹如故
- 貞観14年（872年） 2月29日：上野太守、弾正尹如故。7月11日：出家
- 貞観16年（874年） 9月21日：封百戸

## 系譜
- 父：文徳天皇
- 母：紀静子（紀名虎の娘） - 更衣
- 生母不詳の子女
  - 男子：兼覧王（?-932）
  - 女子：小若君 - 後撰和歌集歌人。一首入集。

近江国神崎郡君ヶ畑をはじめ、木地師のなかには惟喬親王を祖とする伝承が全国的に見られる。
日本の国歌「君が代」は作詞者不明とされてきたが、木地師の藤原朝臣石位左衛門が仕えていた惟喬親王に詠んだ歌という説がある。また、当親王を支持した紀氏は、側近だった者らを顕彰し六歌仙となったといわれる。

## 旧跡

### 墓所
京都市北区大森東の安楽寺は惟喬親王の墓といわれ、平安時代初期作とみられる薬師如来坐像が安置されている。
また、滋賀県東近江市の筒井峠にも惟喬親王御陵の伝承地があり、後述の大皇器地祖神社や筒井神社と関連付けて語られている。

### 神社
惟喬親王を主祭神として祀る神社が各地に存在する。木地師の伝承によると、近江国蛭谷（現：滋賀県東近江市）で隠棲していた小野宮惟喬親王が住民に木工技術を伝えたのが木地師のはじまりであるとする。これによって惟喬親王は木地師の祖と呼ばれ、同地の大皇器地祖神社・筒井神社のほか全国の山間部で祀られている。また、北区雲ケ畑には惟喬神社がある。
- 惟喬神社 - 惟喬親王が愛育されていた雌鳥（蒼鷹・オオタカという説がある）が死んだこの地に祠を建てられたと云われている。また惟喬親王が亡くなられた時に雌鳥の鳴き声がしたと云われていることから、雌宮や雌鳥社とも呼ばれている。京都市北区雲ケ畑出谷町に所在する。
- 玄武神社 - 京都市北区紫野雲林町に所在する。京都三大奇祭の一つ「やすらい祭」発祥の地。「玄武やすらい祭」ともいわれている。玄武やすらい祭は、国の重要無形民俗文化財に指定されている。
- 大皇器地祖神社 - 滋賀県東近江市君ヶ畑に所在する。
- 筒井神社 - 滋賀県東近江市蛭谷に所在する。
- 惟喬親王社 - 滋賀県甲賀市土山町山女原池ヶ原に所在する。同地域に木地屋屋敷跡が残る。
- 小野宮惟喬親王神社 - 宮城県白石市に所在する。弥治郎こけしの産地近くにあることから、通称「こけし神社」と呼ばれている。